# رضاآباد (مشیز)
رضاآباد یک روستا در ایران است که در دهستان مشیز شهرستان بردسیر واقع شده‌است. رضاآباد ۱۰۶ نفر جمعیت دارد.